# Fritz Overbeck (Pintor)

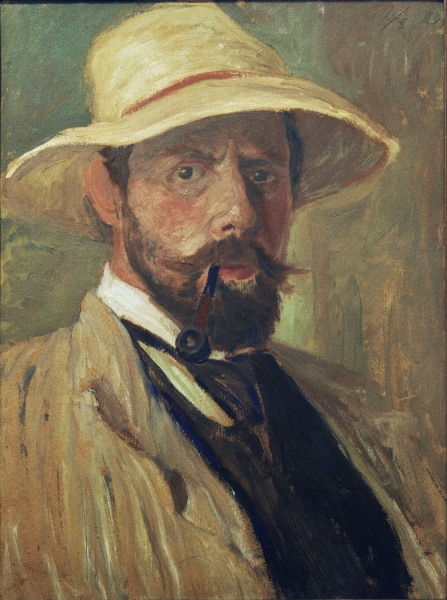
Fritz Overbeck: Autorretrato, hacia 1900

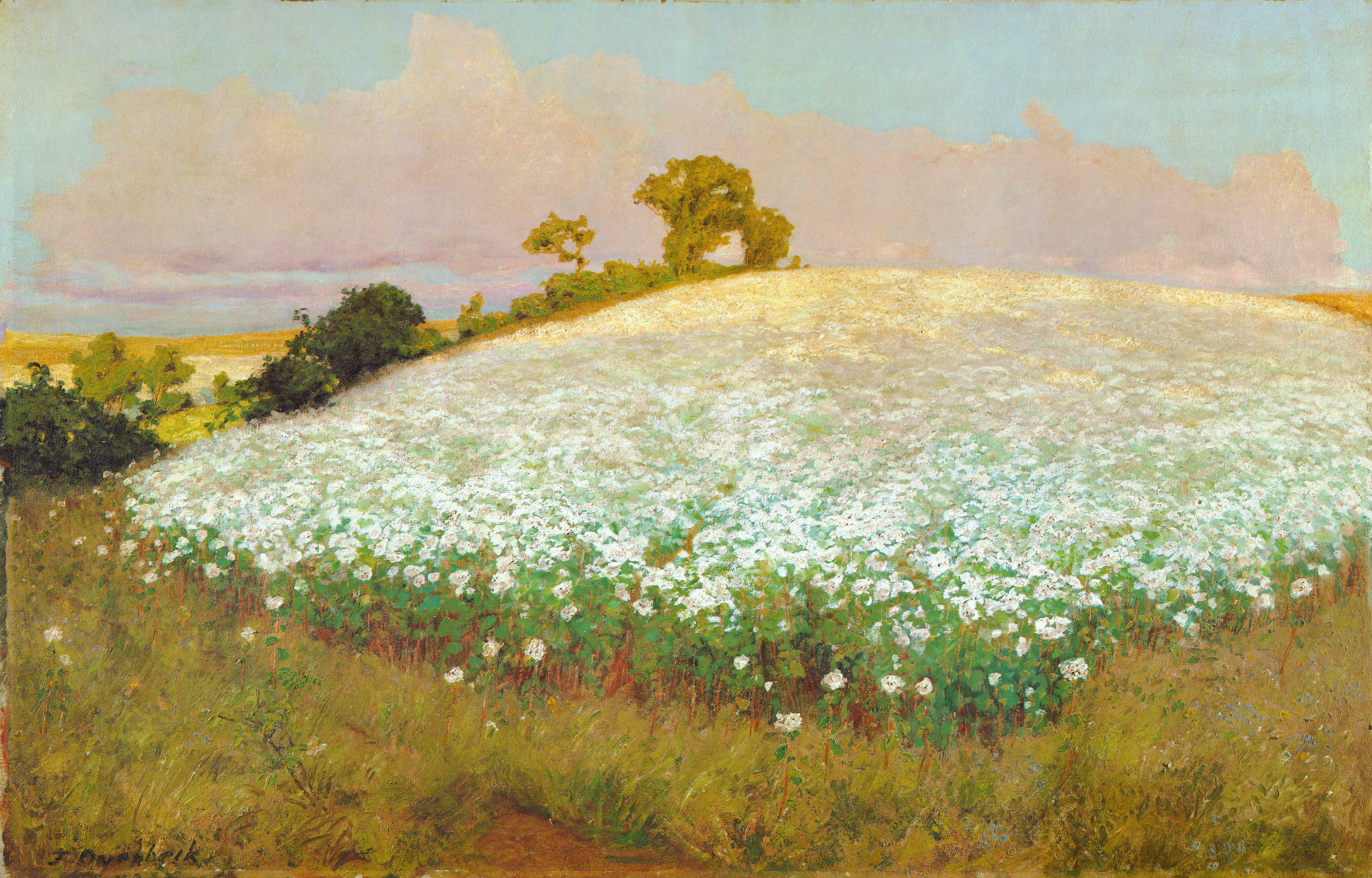
Campos de trigo sarraceno en Weyerberg, alrededor de 1897

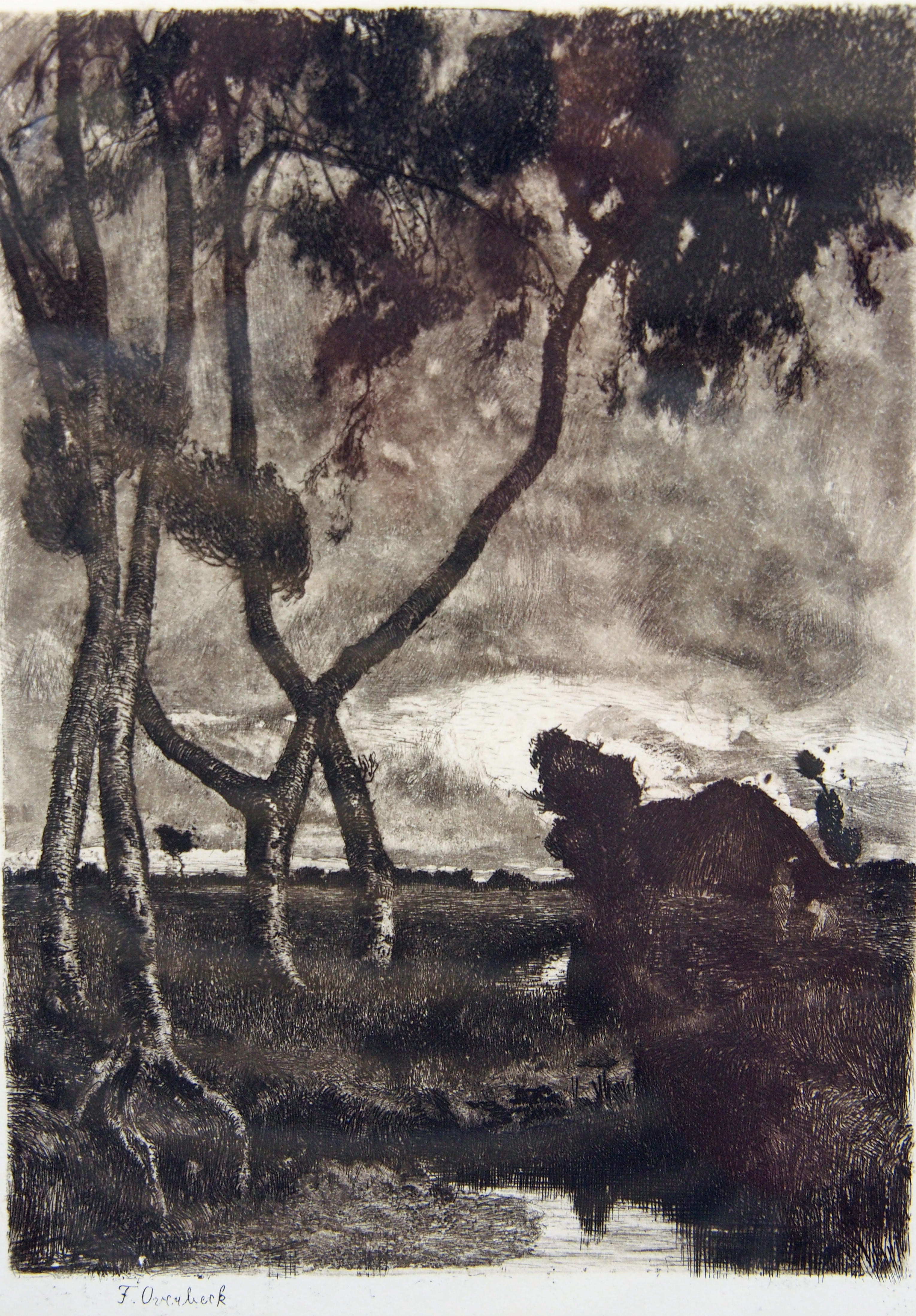
Aguafuerte Tormenta en el páramo, 1895

Fritz Overbeck (* 15. septiembre de 1869 en Bremen ; † 8 de junio de 1909 en Bröcken cerca de Vegesack) fue un pintor y grabador alemán.

## Biografía

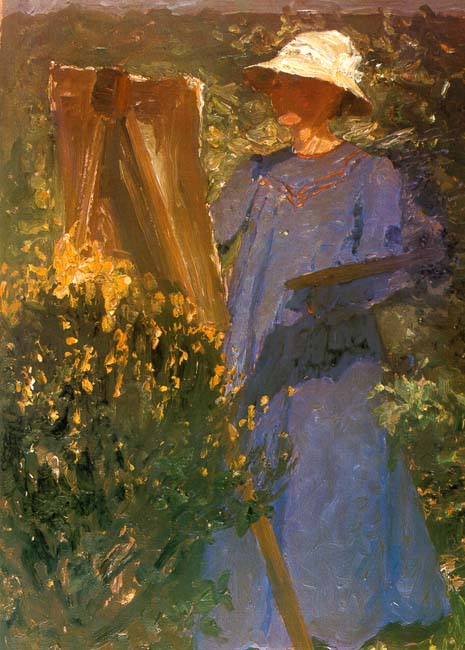
Pintora frente al caballete, 1905/06

Fritz Overbeck (nombre artístico, nombre real: August Friedrich Overbeck) era hijo de un director técnico de la North German Lloyd. Después de graduarse en el Bremen Old Gymnasium, Fritz Overbeck estudió de 1889 a 1893 en la Academia de Arte de Düsseldorf. Sus maestros fueron Eugen Dücker (1892/1893), Peter Janssen, Olof Jernberg y Carl Ernst Forberg. Otto Modersohn lo persuadió para que fuera a la colonia de nuevos artistas de Worpswede. Primero alquiló un apartamento allí en 1894 antes de establecer un estudio en Weyerberg en 1896. Durante este tiempo pintó cuadros de paisajes de páramos solitarios.
En 1897, Fritz Overbeck y su alumna Hermine Rohte se casaron. Su hijo, que más tarde se convirtió en botánico Fritz Theodor Overbeck, nació en 1898 y su hija Gerda en 1903. Alrededor de 1900, Fritz Overbeck pintó cuadros de Stollwerck por encargo del productor de chocolate de Colonia Ludwig Stollwerck junto con los artistas de Worpswede Otto Modersohn y Heinrich Vogeler. En 1905 Fritz Overbeck y su familia se trasladaron a Bröcken cerca de Vegesack. Aquí se especializó en paisajes de playas y dunas de las islas del Mar del Norte.
Fritz Overbeck fue miembro de la Deutscher Künstlerbund. Murió repentinamente de un derrame cerebral en 1909 a la edad de solo 39 años. Su tumba está en el Waller Friedhof de Bremen. Las calles Overbecks Garten y Overbeckstrasse recibieron su nombre cerca de su casa en el actual distrito Vegesack de Schönebeck. El Overbeckweg en Achim también recibió su nombre por Overbeck.
La nieta de la pareja de pintores, Gertrud Overbeck (1933-2019),  trabajó para preservar la obra de sus abuelos en la Fundación Amigos de Fritz y Hermine Overbeck . En marzo de 2010 fue condecorada con la Cruz Federal al Mérito.

## Museos
- Museo Overbeck, en la antigua planta de embalaje, Bremen-Vegesack
- Kunsthalle Bremen: Día tormentoso y desde las montañas de Davos
- Museo del Estado de Baja Sajonia en Hannover

## Exposiciones
- 2014: Fritz Overbeck y Otto Modersohn. Una amistad de artistas., Museo Overbeck, Bremen[6]

## Enlaces web
- Bibliografía relacionada con Fritz Overbeck en el catálogo de la Biblioteca Nacional de Alemania.
- Fritz Overbeck
- Sitio web del Museo Overbeck en Bremen